# 武庫川駅

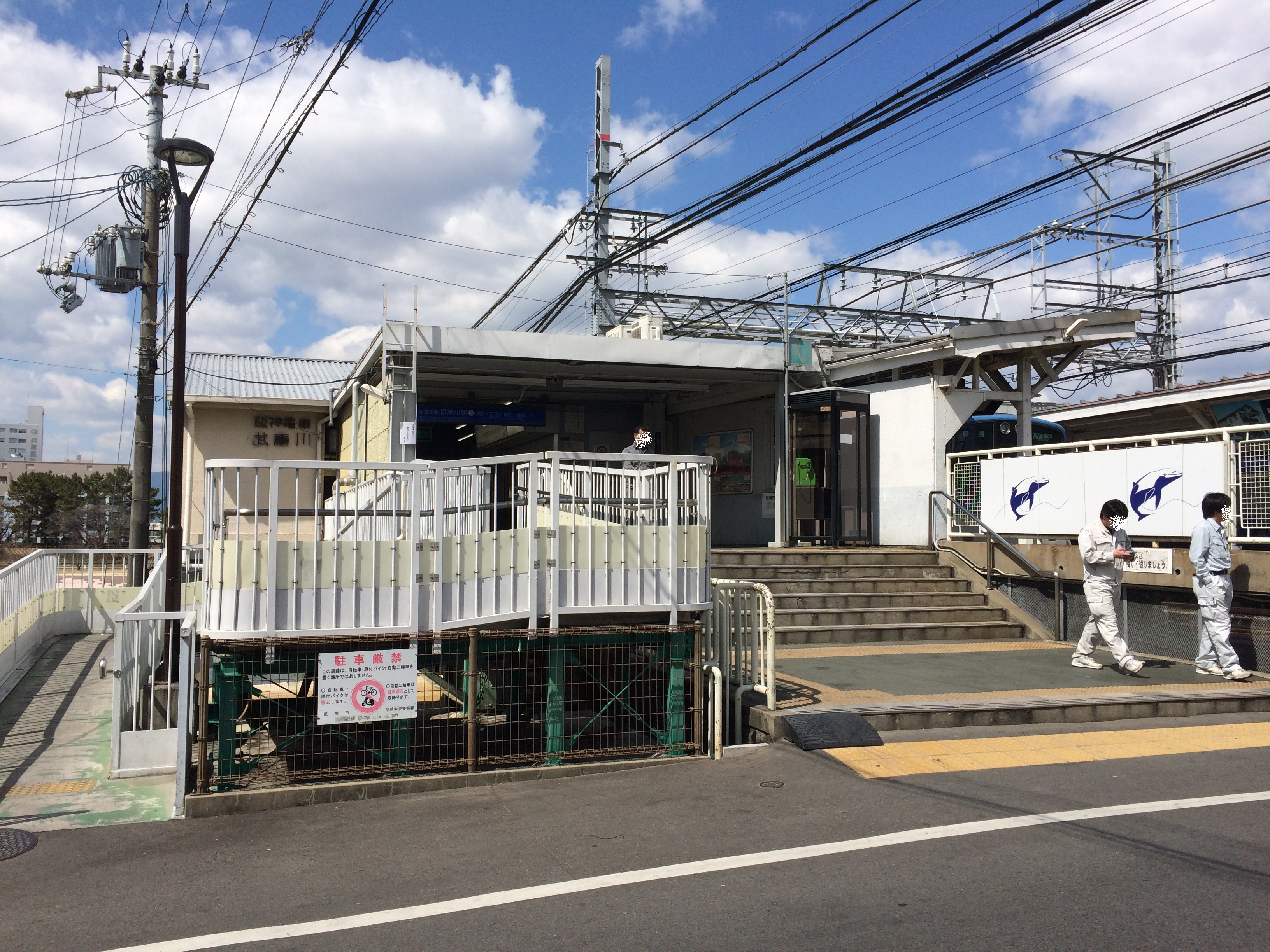
駅舎（東改札口、2番線側）

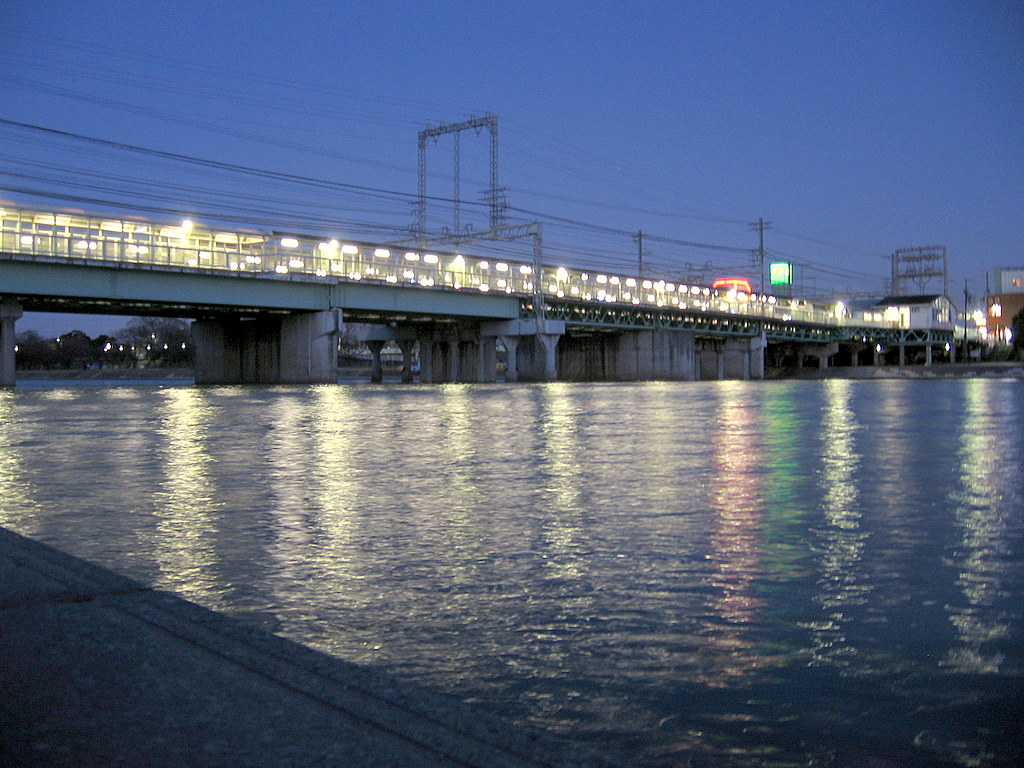
武庫川の上をまたいでホームが設置されている

武庫川駅（むこがわえき）は、兵庫県尼崎市大庄西町一丁目および西宮市武庫川町にある阪神電気鉄道の駅。駅番号はHS 12。
急行・区間急行（平日朝のみ運転）の停車駅で、平日の朝以外と土休日は快速急行も停車する。

## 利用可能な鉄道路線
- 阪神電気鉄道
  - 本線
  - 武庫川線

## 歴史

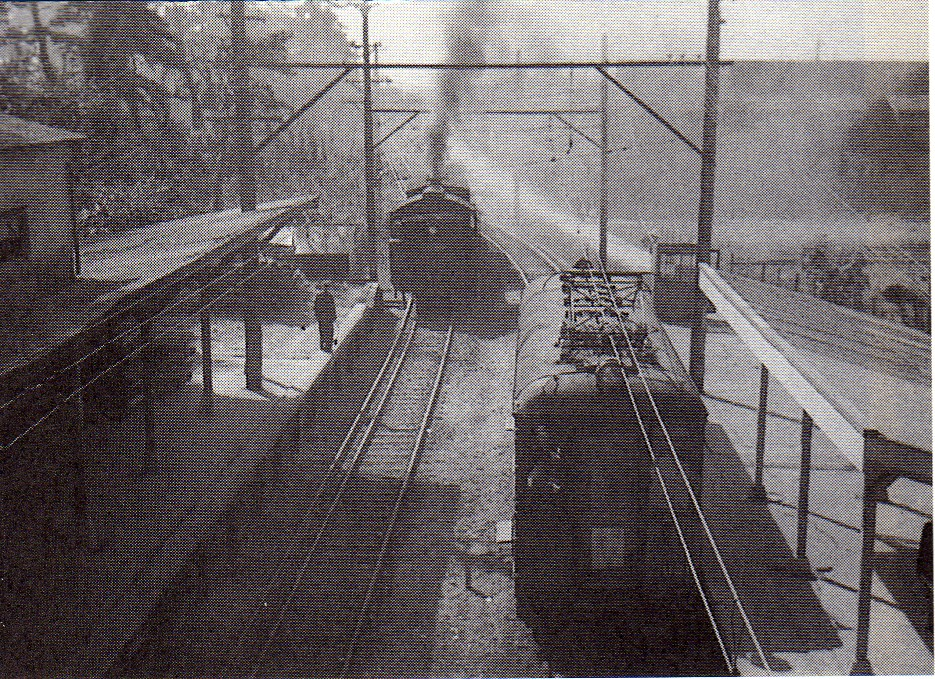
武庫川駅の三線軌条を通過する国鉄貨物列車と停車中の1121号。1121号の尾灯の個数、取り付け位置やドアの張出しステップ、「武庫川・洲先」が書かれた行先板があることから、1950年代半ばと思われる

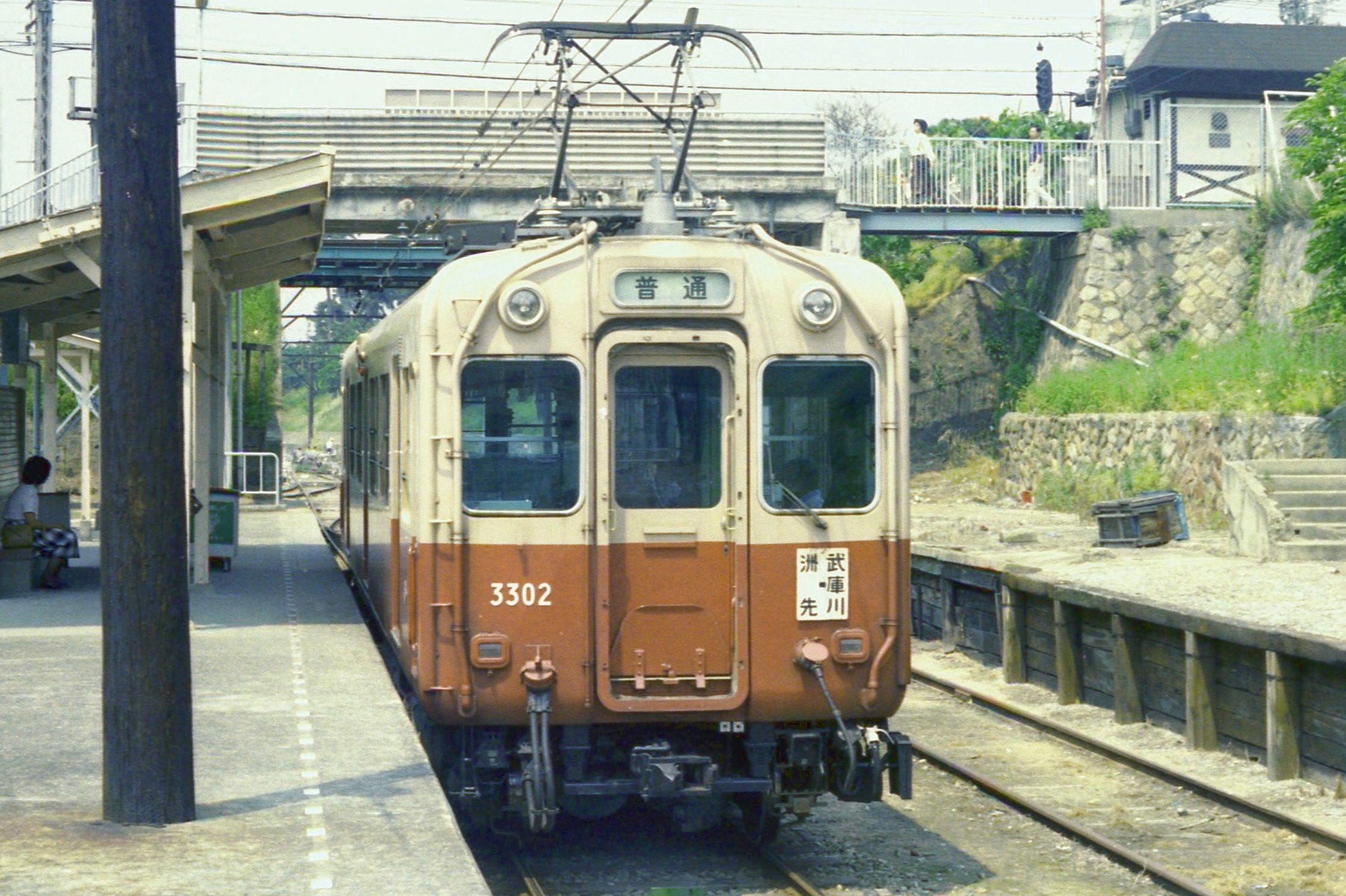
武庫川線ホームに停車中の阪神3301形（1981年6月）

- 1905年（明治38年）4月12日：阪神本線の開業と同時に設置[2]。当時は現在の尼崎市側（当時は大庄村）の川岸にあった[3]。
- 1935年（昭和10年）：1920年（大正9年）に始まった武庫川の改修工事により、現在の武庫川の橋梁上に移転[3]。
- 1943年（昭和18年）11月21日：武庫川線の当駅 - 洲先駅間開業。
- 1944年（昭和19年）8月17日：武庫川線の武庫大橋駅 - 当駅間開業。
- 1946年（昭和21年）1月5日：武庫川線の旅客営業休止。
- 1948年（昭和23年）10月10日：武庫川線の当駅 - 洲先駅間の旅客営業を再開[2]。
- 1984年（昭和59年）4月3日：武庫川線洲先駅 - 武庫川団地前駅間延伸により、西口改札（西宮市側、上の写真参照）を開設、武庫川線ホームとの間に中間改札を設置[2]。
- 1985年（昭和60年）4月14日：休止中の武庫大橋駅 - 当駅間が廃止。
- 2001年（平成13年）3月10日：それまで時間帯限定停車であった急行が終日停車となる[4]。
- 2002年（平成14年） - 「近畿の駅百選」に選定される[3]。
- 2009年（平成21年）3月20日：平日朝晩を除き快速急行が停車。
- 2014年（平成26年）4月1日：駅番号導入[5][6]。
- 2020年（令和2年）春：本線ホームが神戸側へ40m延伸され、近鉄車両8両編成が停車可能となる。
- 2025年（令和7年）2月：武庫川線ホームのうち西側の線路・架線を撤去、ホームを1面1線化。また駅の南側にあった分岐器も撤去し、棒線化[7]。

## 駅構造

### 本線
本線は武庫川にかかる橋梁上に相対式ホーム2面2線を有する。橋梁上の駅となったのは、当初予定していた移転地の用地買収がスムーズに進まなかったことと、対岸の現在の西宮市（移転した当時は鳴尾村）の住民にとって不便だった問題を解消するためもあってのことだった。有効長は近鉄車両8両編成に対応可能。分岐器や絶対信号機を持たないため、停留所に分類される。武庫川線の接続駅であるが、武庫川線への連絡線は当駅ではなく当駅 - 鳴尾・武庫川女子大前駅間にある武庫川信号場で分岐している。
かつてホーム有効長は阪神車両6両編成分の長さであったが、近鉄との相互直通運転を開始する直前の2008年に西改札口への連絡通路の一部を改修しホームとしたことで、近鉄車両6両編成分に対応した135m程度の長さになった。同時にLED式の案内表示装置が設置されている。さらに自動放送についても詳細タイプとなったが、2017年1月現在、文面上でのりば番号は省かれている（芦屋駅と同じタイプ）。このほか、大阪方面ゆきホームのみ、ホームに風雨が流れ込まないよう北側にホームを拡大し、壁面には透明なアクリル板が設置された（ただし連絡通路をホームに改修した箇所は従来どおり金網のまま）。
2020年3月14日のダイヤ改正で本線で8両編成の快速急行を運転開始するため、2019年6月頃より再度、武庫川線への連絡通路の一部を改修しホームを西側へ約40m延伸する工事に着手した。これにより有効長は170m程度となり、近鉄車両8両編成の停車が可能となった。

### 武庫川線
武庫川線ホームは西宮市側の地上部で本線の南側にあり、単式ホーム1面1線を有する。線路は引き上げ線および本線への連絡線に続いている。日中の運用は1編成のみのため、他の1編成はホーム北側の引き上げ線で本数が増加する夕方まで滞泊している。車両が滞泊する位置付近に3キロポストがある。武庫川線延伸後は長らく島式ホーム1面2線であり、現在のホーム東側（大阪寄り）とは別に、西側（神戸寄り）にも線路があった。ただ、西側の線路には場内・出発信号機ともに設置されていなかったため東側の線路のみ使用されており、実質は現状と同じく単式ホーム1面1線のままであった。西側の線路については今後も使用する見込みがないと判断され架線とともに2025年2月中旬に撤去し、西側には転落防止のためのフェンスが設置された。また、併せて駅の南側にあった分岐器も撤去され、棒線化された。

### 駅舎
橋の両端、つまり西宮市側・尼崎市側の双方にある。尼崎市側である東改札口は武庫川堤防上に本線の上下線それぞれのホームに接する形で駅舎（改札口）がある。西宮市側である西改札口は武庫川線ホームに接する形で堤内の地上部分に駅舎がある。両改札口とも地上とは段差があるため、改札口との間に階段とスロープが設けられている。
武庫川橋梁上の本線ホームと西改札口との間には連絡通路が設けられている。この連絡通路にエレベーターが設置されているが、西改札口から大阪方面ホームへの連絡通路は線路の下に設けられているため、大阪方面ホームへのエレベーターは一度乗り換えて2回乗る必要がある。これらのエレベーター及びスロープを含むバリアフリー施設については、国土交通省の鉄道駅移動円滑化施設整備事業により国及び地方自治体からの補助を受けて整備した。補助金の受給要件の都合上、バリアフリー施設部分については神戸高速鉄道が整備・保有し、阪神電気鉄道に貸与する形となっている。
武庫川線の駅は全て無人駅であり、特に東鳴尾駅・洲先駅には自動券売機の設置もないため、西改札口の駅舎内、武庫川線ホーム入り口手前に中間改札が設けられている。ICカードで本線方面の駅から乗車して武庫川線に乗り換える場合、ICカードの残額が東鳴尾駅までの運賃分に満たない場合は中間改札を通過することができず、手前の自動精算機で不足分をチャージする必要がある。また、武庫川線ホーム側の中間改札横には自動券売機が設けられており、東鳴尾駅・洲先駅からの乗車できっぷを所持していない場合は、ここにある券売機できっぷを購入のうえ、中間改札を通過して出場する。
トイレは西改札口横にある。なお、本線ホームにはないが、大阪方面行きホーム改札口横に隣接して公衆トイレが設けられている。
武庫川線が延伸されるまでは西改札口はなく、現在の東改札口のみであった。本線から武庫川線へと乗り継ぐためにはいったん東改札口から出場したのち、橋梁の最も南側にホームに隣接する形で設置されている改札外連絡通路で武庫川を渡る必要があった。この通路は、西宮市側に新たに西改札口が設置され両路線が改札内で乗り換えられるようになってからもそのまま残置されており、歩行者用自由通路として両市間を往来するのに利用されている。なお、改札外連絡だった時代は、阪神本線から武庫川線に乗り継ぐ際は降車時に改札口の駅員に乗り継ぎを申し出て武庫川線ホームへ向かうようになっていた。一方、武庫川線内だけで完結する乗客あるいは武庫川線から阪神本線に乗り継ぐ乗客は、武庫川線の車掌に申し出て車内補充券を購入するようになっていた（この補充券では自動改札機は通行不可）。

### のりば
| 位置 | 番線 | 路線      | 方向 | 行先                   |
| ---- | ---- | --------- | ---- | ---------------------- |
| 橋上 | 1    | ■本線     | 上り | 大阪梅田・大阪難波方面 |
| 橋上 | 2    | ■本線     | 下り | 神戸三宮・姫路方面     |
| 地上 |      | ■武庫川線 |      | 武庫川団地前方面       |

※武庫川線ホームには番線番号は設定されていない。公式サイトの構内図では「○番のりば」の表記は使わず「武庫川線のりば」と表記されており、スマートフォン向けアプリ「阪神アプリ」の行先表示機能も、番線番号を表示する欄が空欄となっている。
|                       | ↑ 武庫川線 : 武庫川団地前方面                     |                             |
| ← 本線 : 大阪梅田方面 | 武庫川駅・武庫川信号場配線図（2025年2月中旬まで） | → 本線 : 神戸三宮・元町方面 |
| 凡例 出典:            |                                                   |                             |

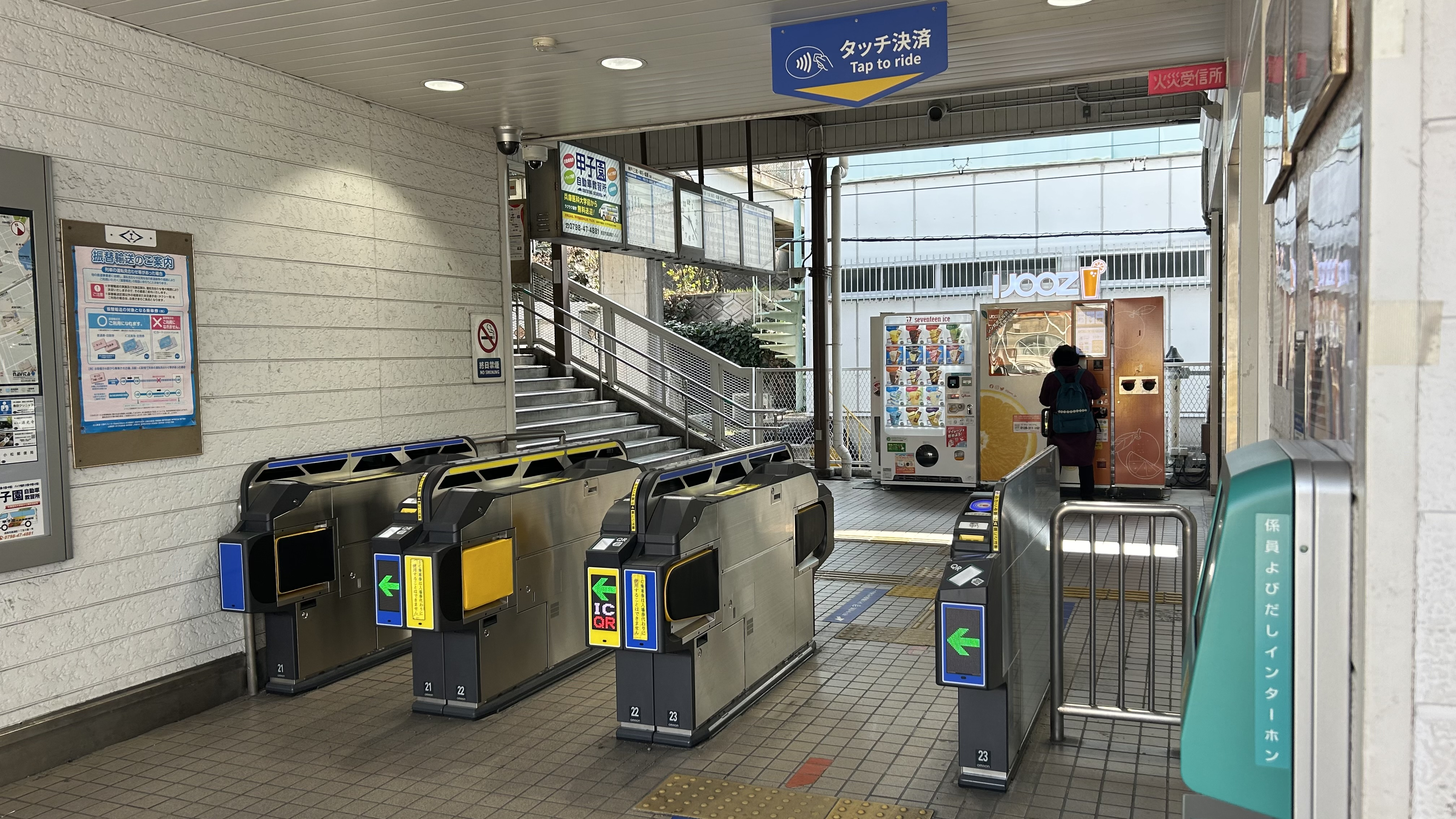
西改札口
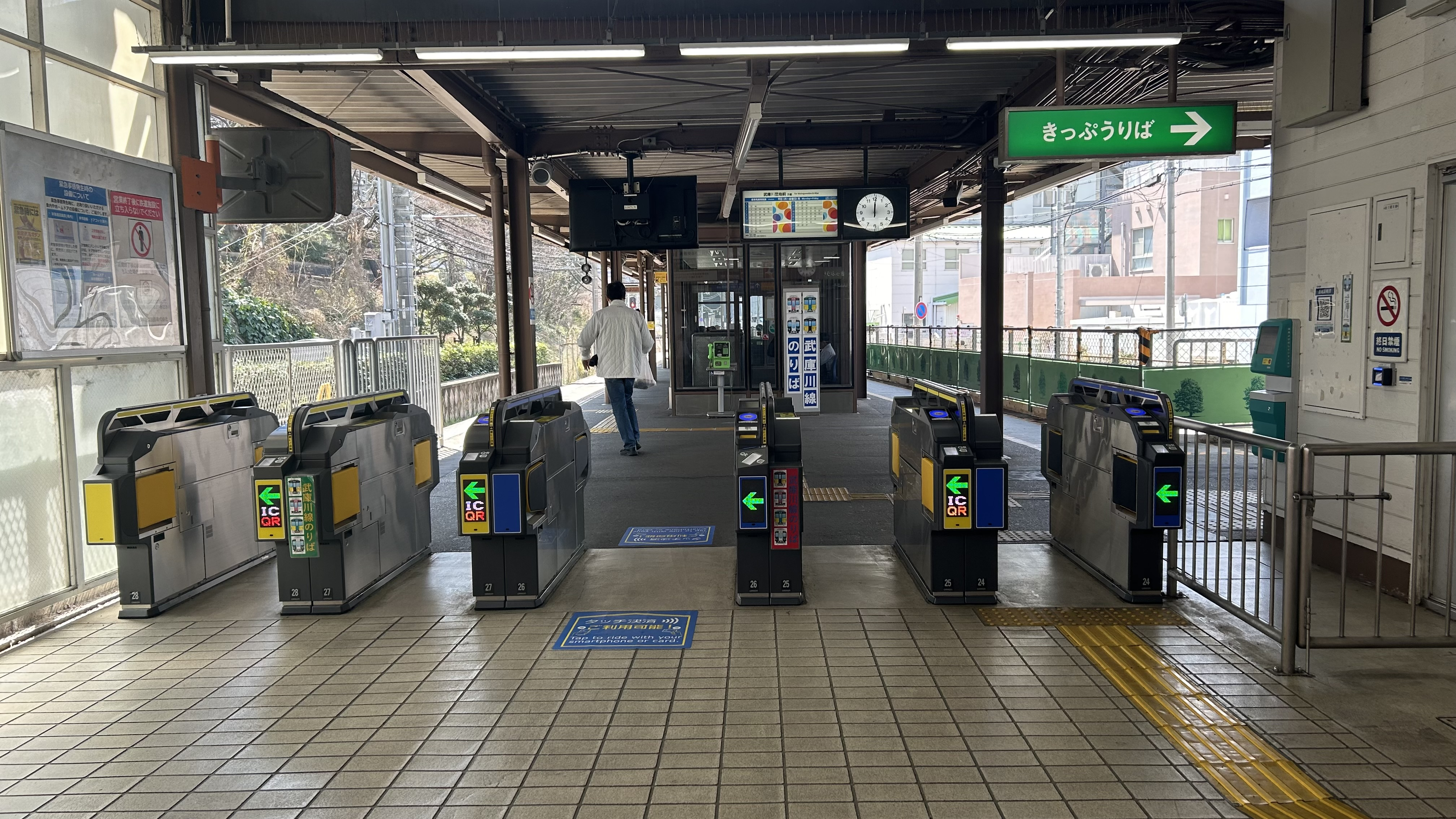
武庫川線乗り換え改札口
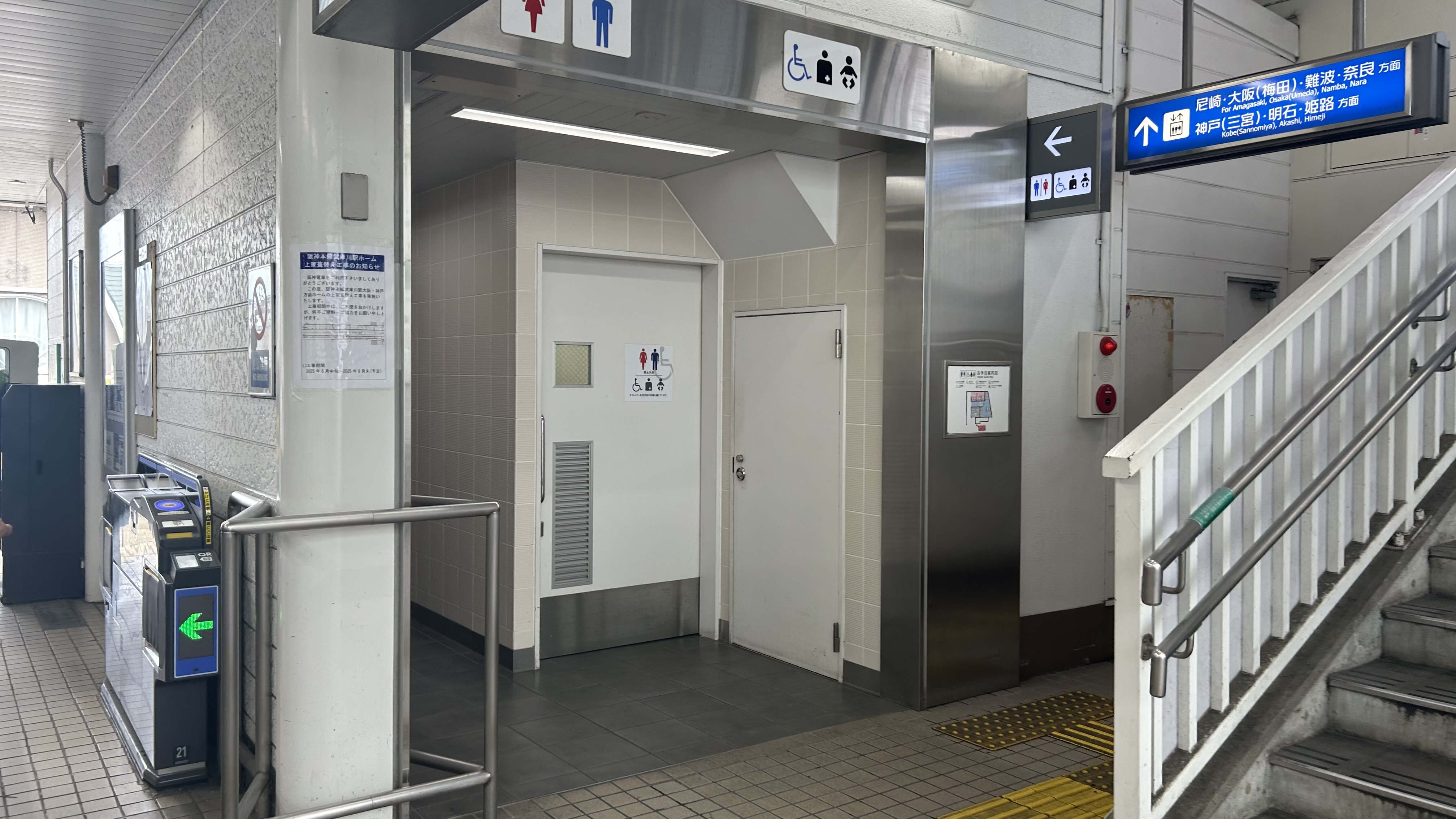
トイレ
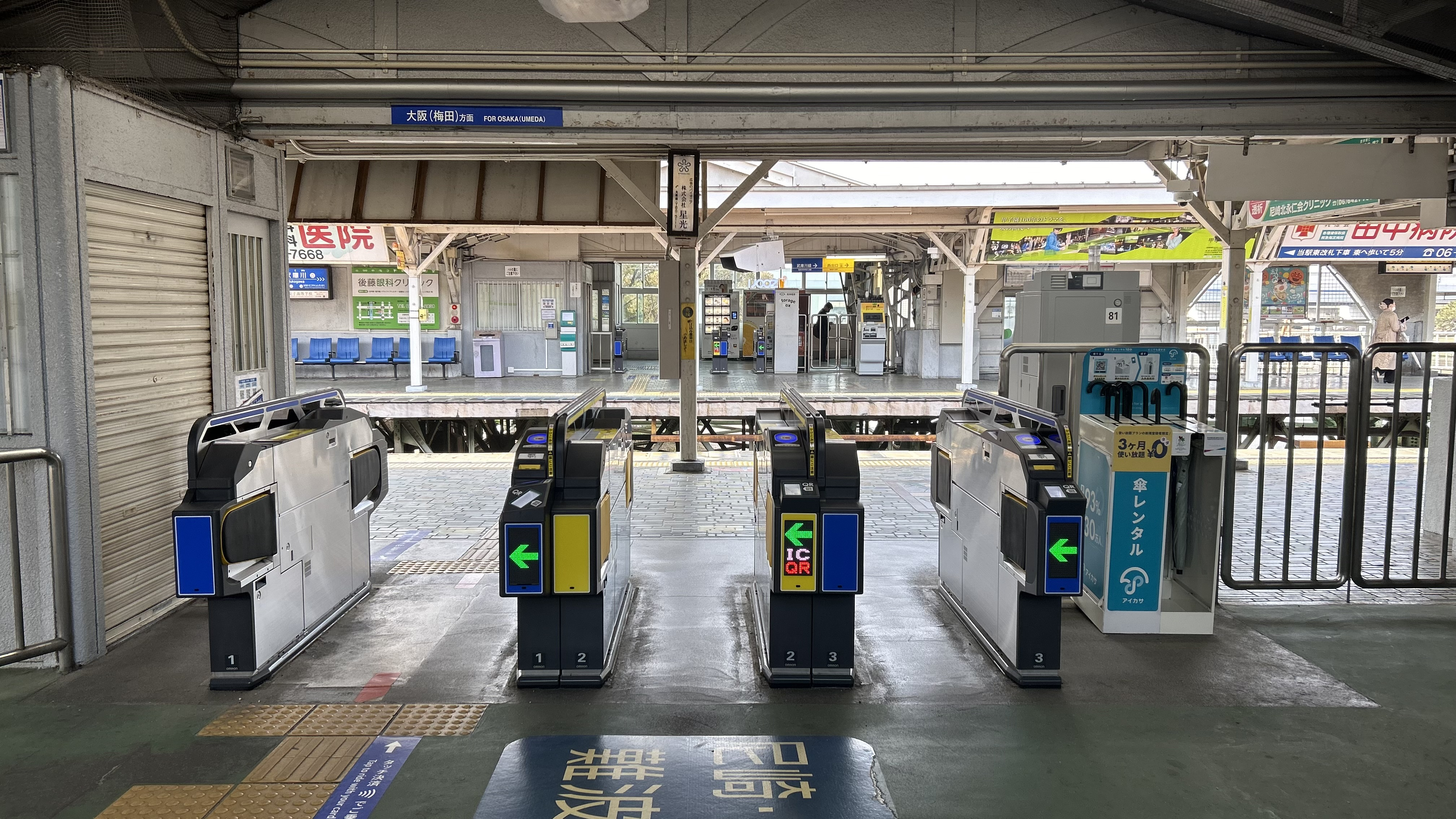
大阪梅田方面東改札口
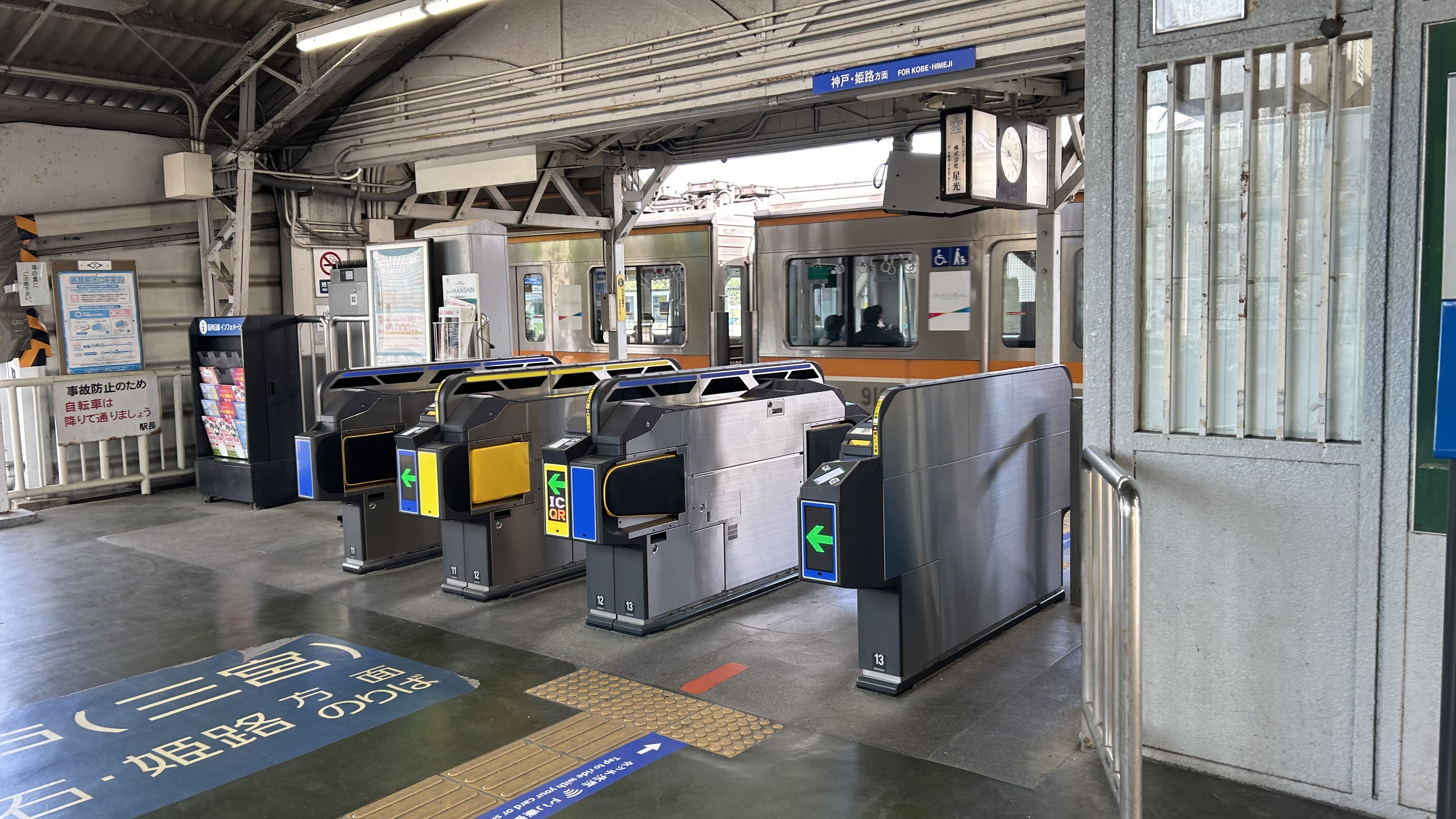
神戸三宮方面東改札口
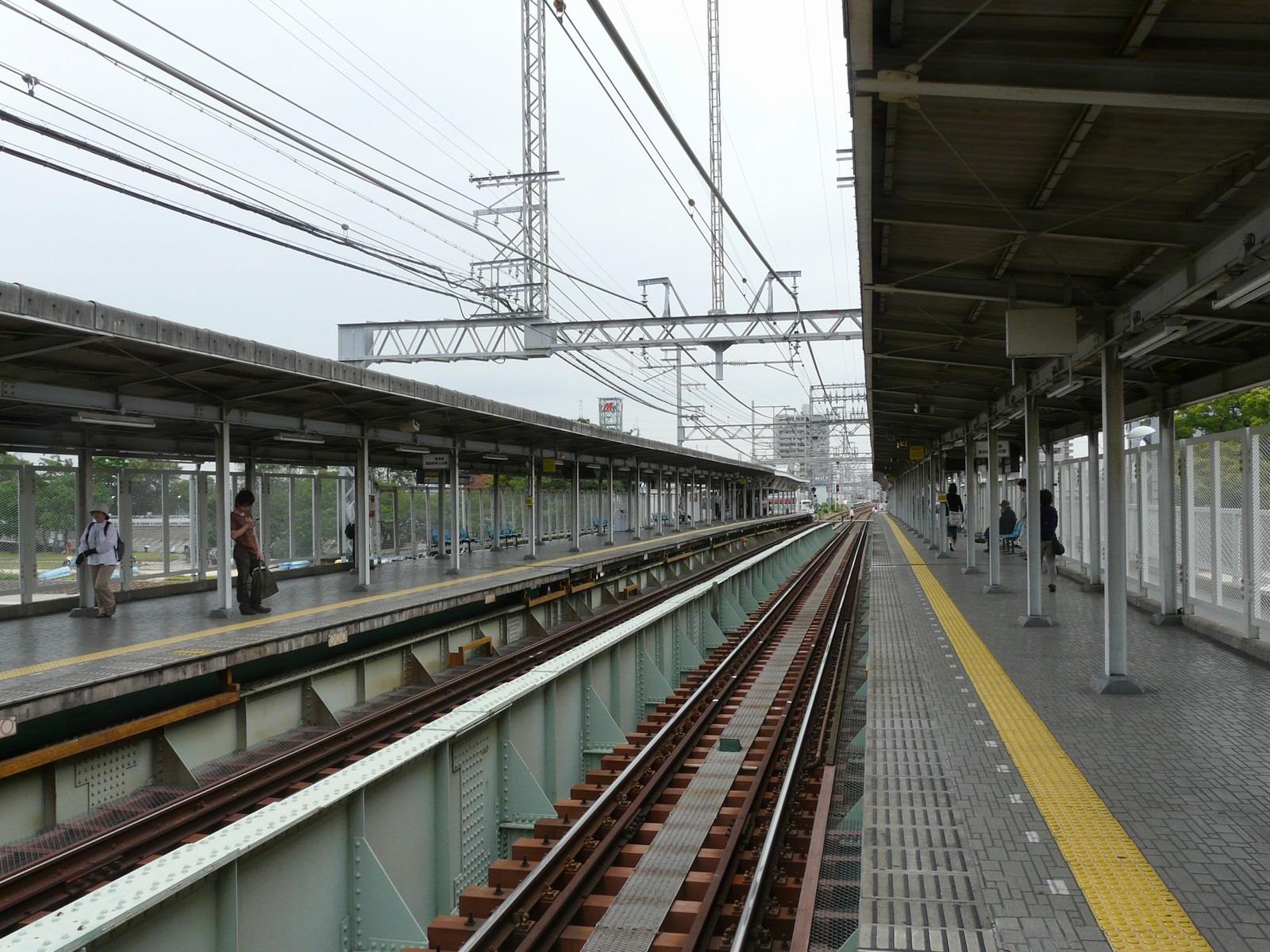
本線ホーム（大阪方に向けて撮影[注 2]
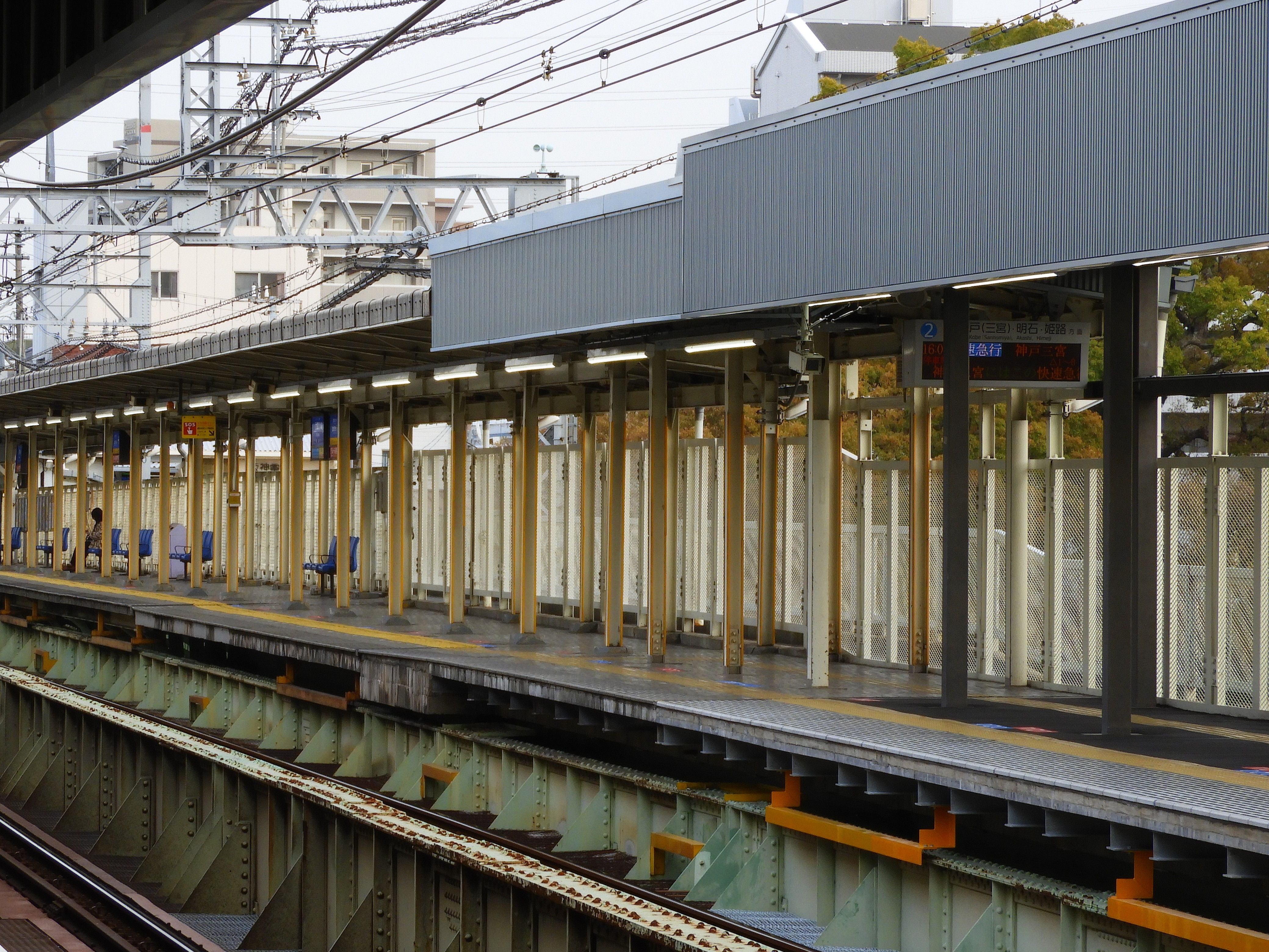
ホーム延伸時期によって異なる屋根の形状[注 3]
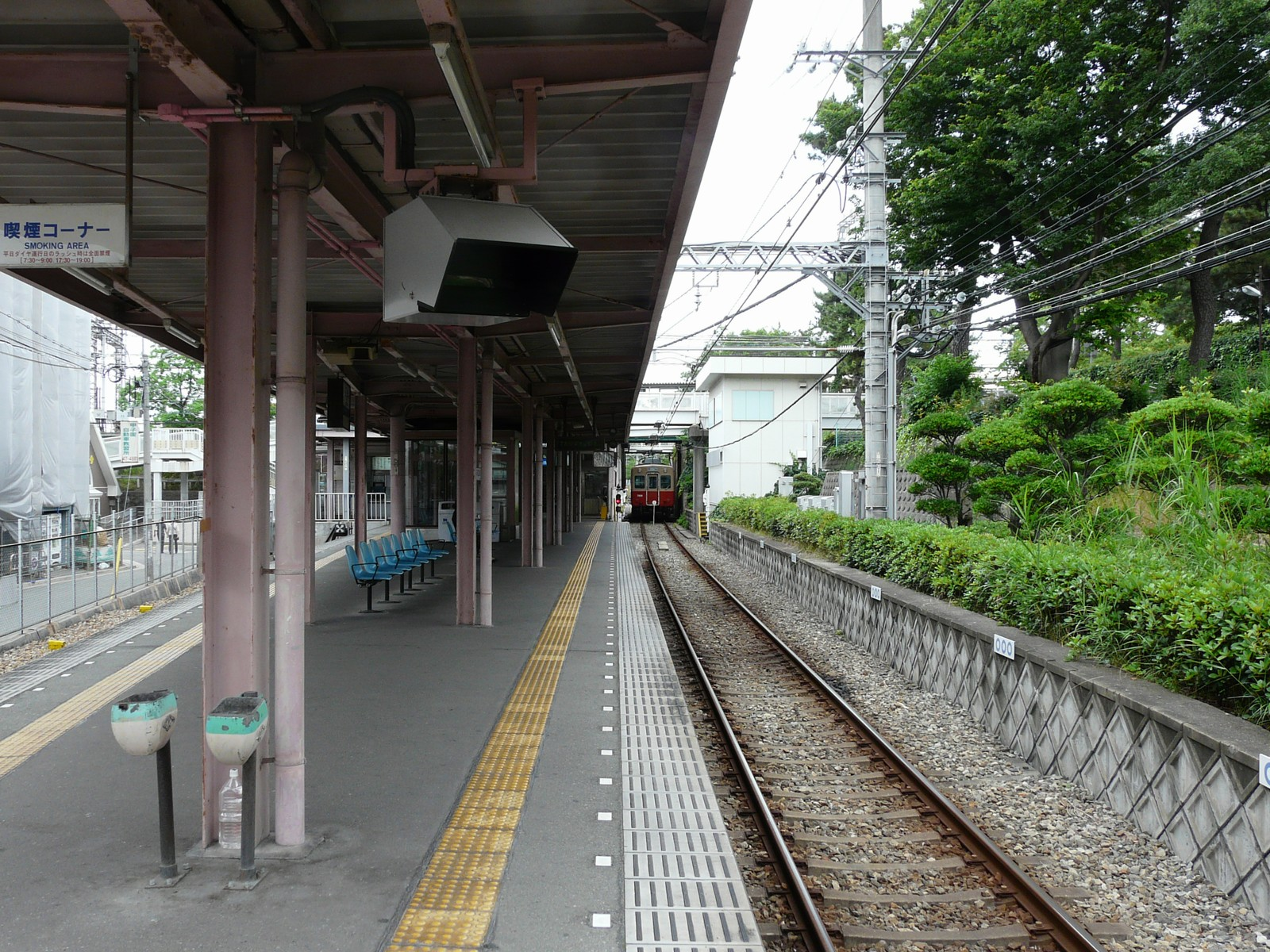
武庫川線ホーム（左側の線路は撤去済み[7]）
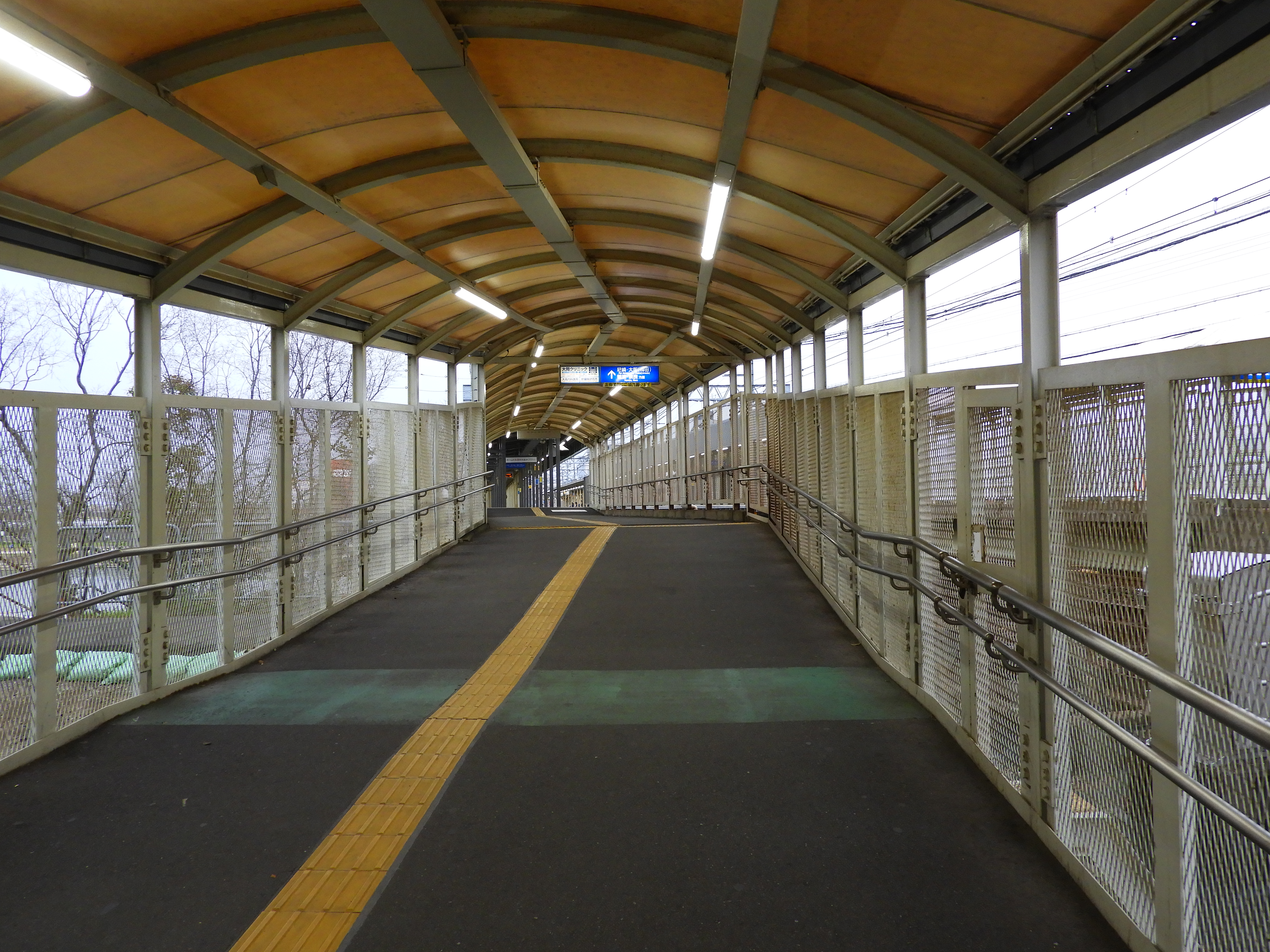
本線ホームと西改札および武庫川線ホームを繋ぐ連絡通路（1番線）
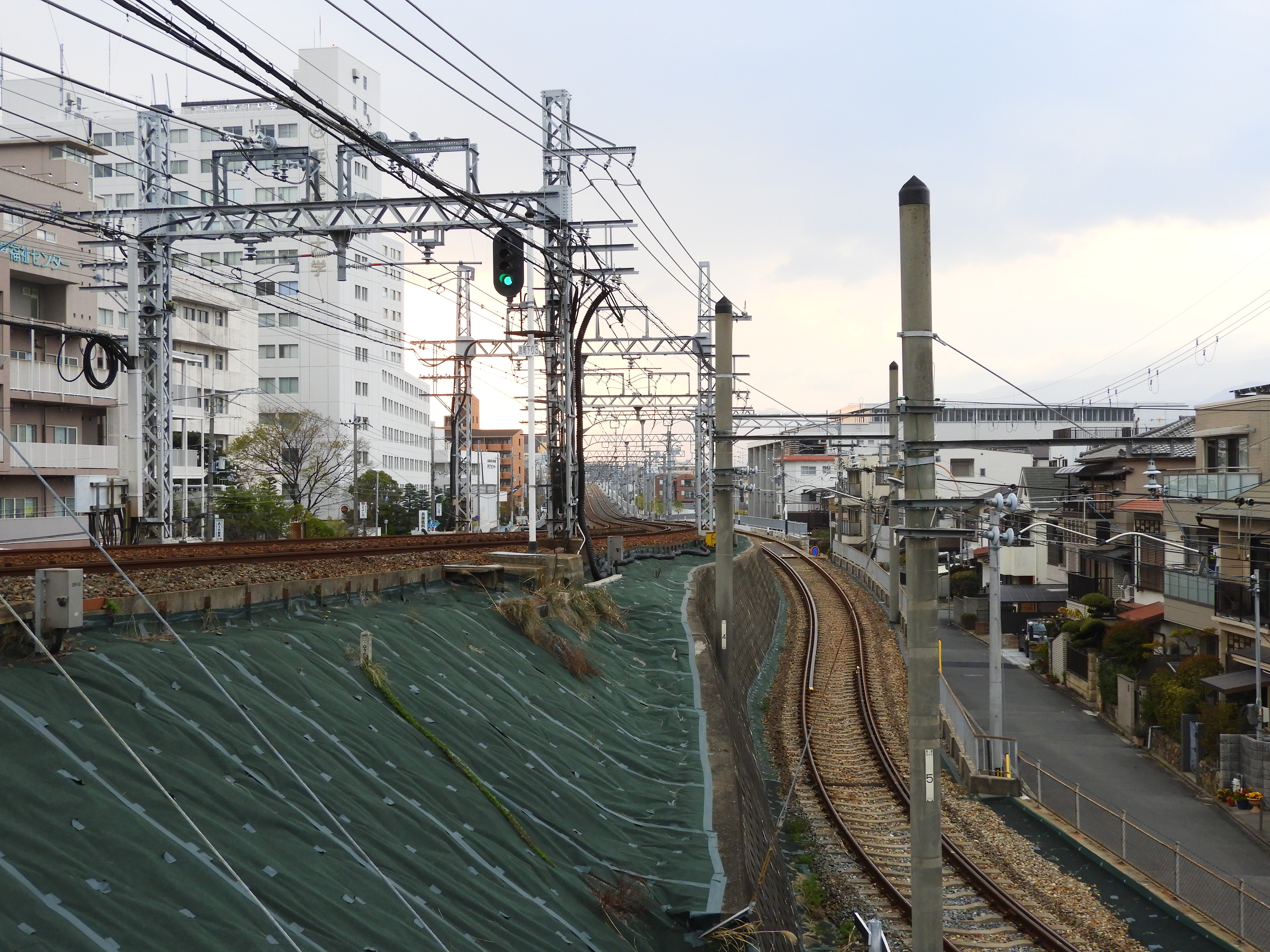
武庫川線への連絡線（右）と本線（左）
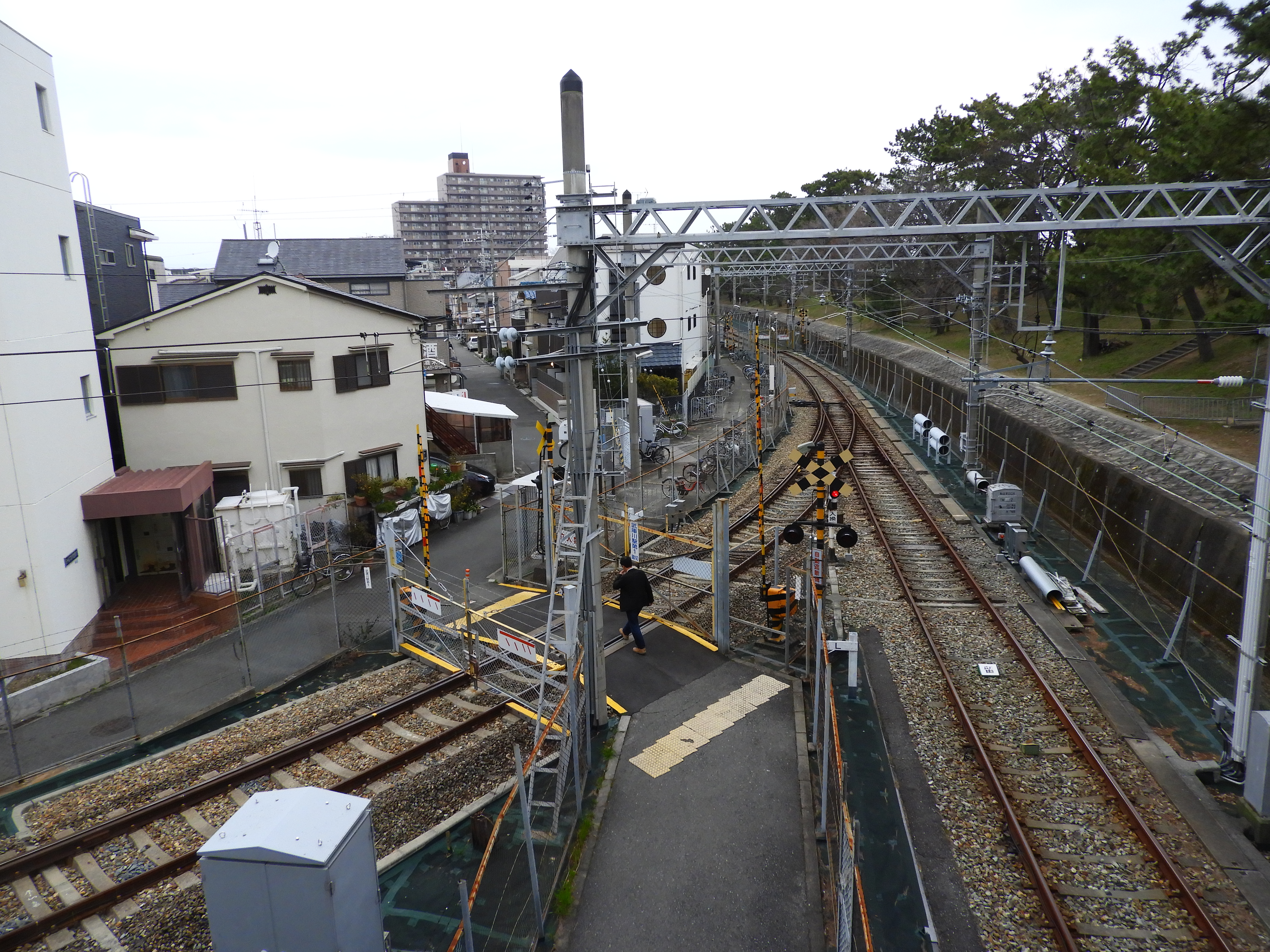
北側にある武庫川線の引き上げ線 左に分岐しているのが連絡線
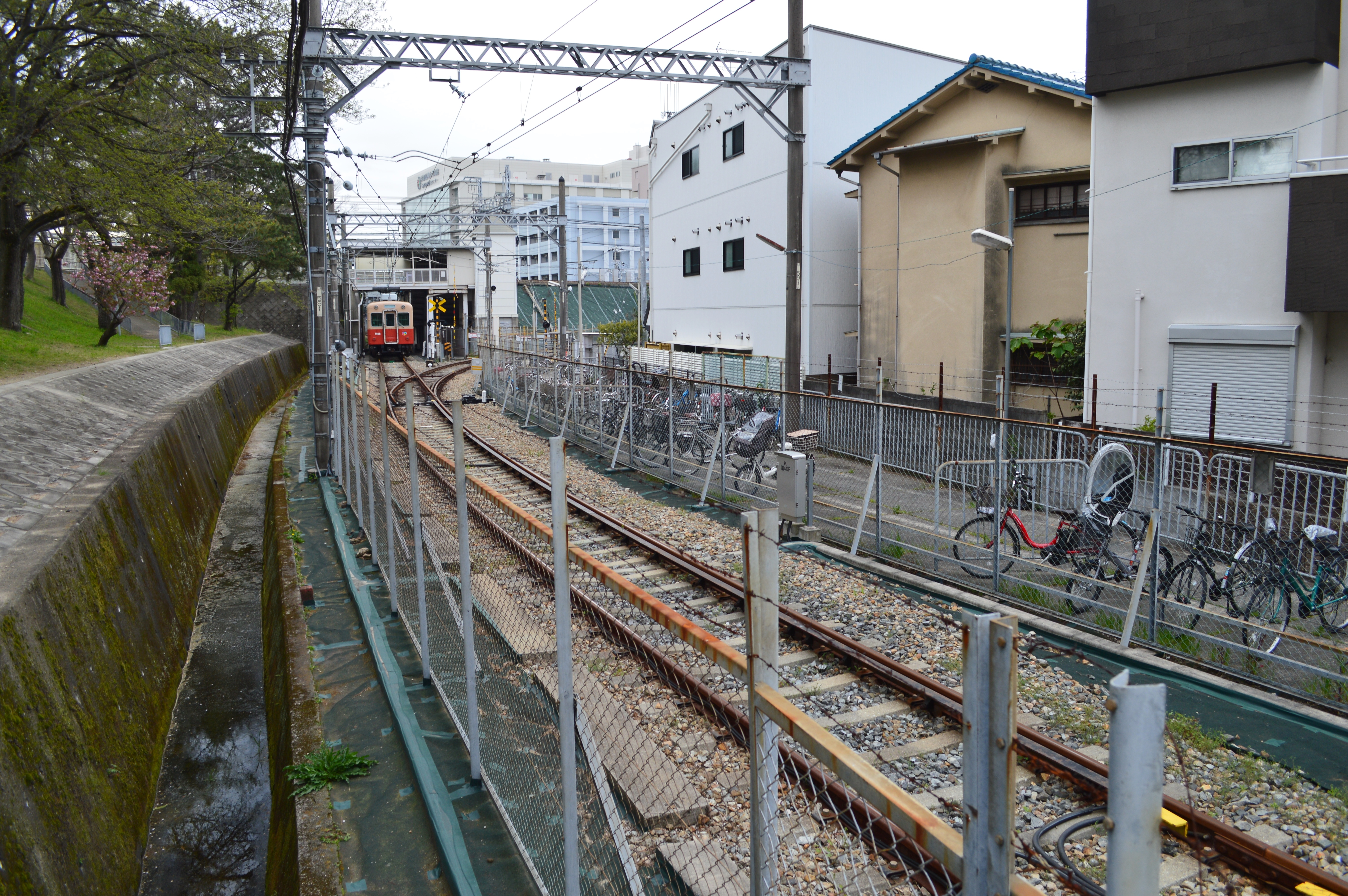
武庫川線の引き上げ線を北から望む 左に武庫川線、右に連絡線
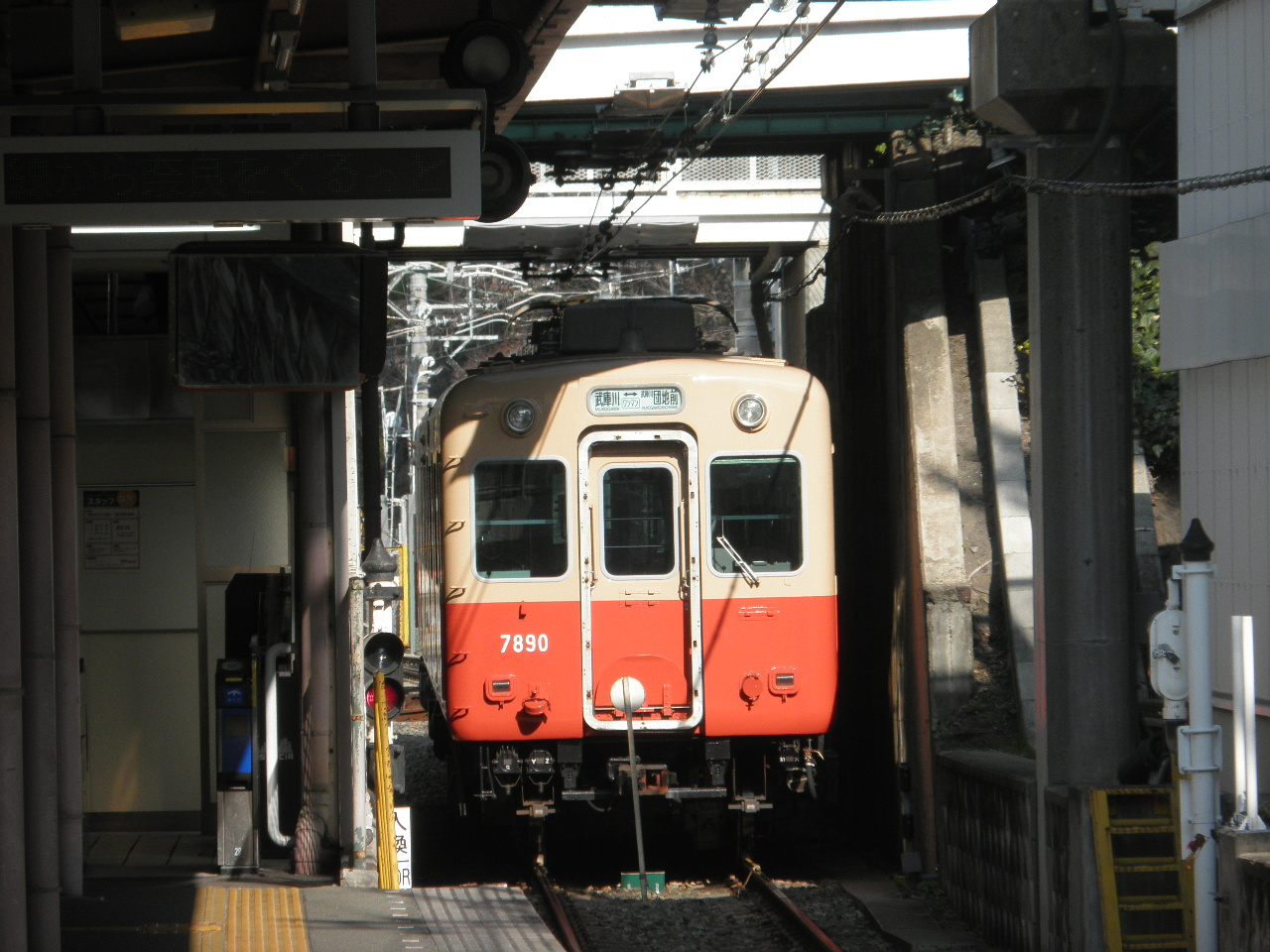
本線の高架下に昼間留置される武庫川線用車両（当該車両は廃車済み）
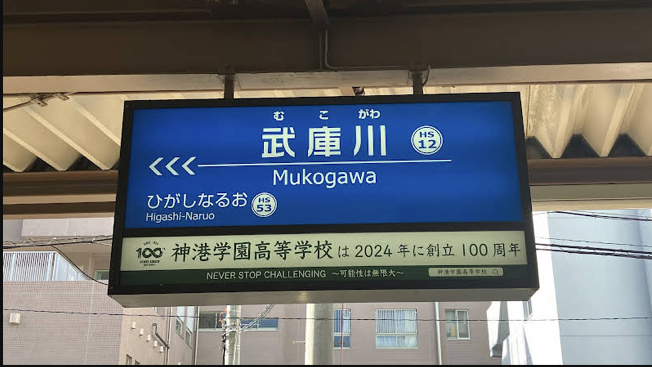
武庫川線の駅名標

## 利用状況
2023年11月平均の乗降人員は27,744人である。阪神全線で第11位。
各年度の11月平均利用状況は下表の通り。
| 年度               | 2線計    | 2線計    | 2線計    | 2線計 | 本線のみ | 本線のみ | 本線のみ | 武庫川線のみ | 武庫川線のみ | 武庫川線のみ | 出典       |
| 年度               | 乗車人員 | 降車人員 | 乗降人員 | 順位  | 乗車人員 | 降車人員 | 乗降人員 | 乗車人員     | 降車人員     | 乗降人員     | 出典       |
| ------------------ | -------- | -------- | -------- | ----- | -------- | -------- | -------- | ------------ | ------------ | ------------ | ---------- |
| 2019年（令和元年） | 14,763   | 14,609   | 29,372   | 12位  | 14,515   | 14,418   | 28,933   | 248          | 191          | 439          | [ 阪神 1 ] |
| 2020年（令和02年） | 12,238   | 12,193   | 24,431   | 12位  | 12,051   | 12,036   | 24,087   | 187          | 157          | 344          | [ 阪神 2 ] |
| 2021年（令和03年） | 12,474   | 12,408   | 24,882   | 12位  | 12,294   | 12,258   | 24,552   | 180          | 150          | 330          | [ 阪神 3 ] |
| 2022年（令和04年） | 12,741   | 12,694   | 25,435   | 12位  | 12,570   | 12,544   | 25,114   | 171          | 150          | 321          | [ 阪神 4 ] |
| 2023年（令和05年） | 13,922   | 13,822   | 27,744   | 11位  | 13,739   | 13,660   | 27,399   | 183          | 162          | 345          | [ 阪神 5 ] |

### 尼崎市統計書より
尼崎市の統計書によると、近年の年次別平均利用状況と11月特定日の利用状況は下表の通り。
| 年次               | 各年次平均 | 各年次平均 | 各年次平均 | 11月特定日 | 11月特定日 | 11月特定日 | 出典          |
| 年次               | 乗車人員   | 降車人員   | 乗降人員   | 乗車人員   | 降車人員   | 乗降人員   | 出典          |
| ------------------ | ---------- | ---------- | ---------- | ---------- | ---------- | ---------- | ------------- |
| 2006年（平成18年） | 13,444     | 13,250     | 26,994     | 13,050     | 12,872     | 25,922     | [ 尼崎市 1 ]  |
| 2007年（平成19年） | 13,339     | 13,145     | 26,484     | 13,184     | 13,139     | 26,323     | [ 尼崎市 1 ]  |
| 2008年（平成20年） | 13,537     | 13,457     | 26,994     | 13,115     | 13,028     | 26,143     | [ 尼崎市 1 ]  |
| 2009年（平成21年） | 13,775     | 13,710     | 27,485     | 13,078     | 12,817     | 25,895     | [ 尼崎市 1 ]  |
| 2010年（平成22年） | 13,719     | 13,494     | 27,213     | 13,600     | 13,280     | 26,880     | [ 尼崎市 1 ]  |
| 2011年（平成23年） | 13,711     | 13,440     | 27,151     | 13,600     | 13,280     | 26,880     | [ 尼崎市 2 ]  |
| 2012年（平成24年） | 13,968     | 13,731     | 27,699     | 14,058     | 13,993     | 28,051     | [ 尼崎市 3 ]  |
| 2013年（平成25年） | 14,186     | 14,085     | 28,271     | 13,918     | 13,926     | 27,844     | [ 尼崎市 4 ]  |
| 2014年（平成26年） | 14,289     | 14,284     | 28,573     | 14,137     | 13,933     | 28,070     | [ 尼崎市 5 ]  |
| 2015年（平成27年） | 14,504     | 14,356     | 28,860     | 14,498     | 14,282     | 28,780     | [ 尼崎市 6 ]  |
| 2016年（平成28年） | 14,737     | 14,526     | 29,263     | 13,949     | 13,696     | 27,645     | [ 尼崎市 7 ]  |
| 2017年（平成29年） | 14,500     | 14,256     | 28,756     | 14,475     | 14,203     | 28,678     | [ 尼崎市 8 ]  |
| 2018年（平成30年） | 14,781     | 14,513     | 29,294     | 14,612     | 14,292     | 28,904     | [ 尼崎市 9 ]  |
| 2019年（令和元年） | 15,091     | 14,776     | 29,867     | 14,763     | 14,609     | 29,372     | [ 尼崎市 10 ] |
| 2020年（令和02年） | 11,544     | 11,377     | 22,921     | 12,238     | 12,193     | 24,431     | [ 尼崎市 11 ] |
| 2021年（令和03年） | 11,509     | 11,447     | 22,956     | 12,474     | 12,408     | 24,882     | [ 尼崎市 12 ] |
| 2022年（令和04年） | 12,651     | 12,591     | 25,242     | 12,741     | 12,694     | 25,435     | [ 尼崎市 13 ] |

### 年間乗車人員
近年の1年間の乗車人員は以下の通り。なお下表内の数値の単位は全て「千人」である。
| 年度               | 年間 乗車人員 | 出典          |
| ------------------ | ------------- | ------------- |
| 2003年（平成15年） | 4,698         | [ 西宮市 1 ]  |
| 2004年（平成16年） | 4,593         | [ 西宮市 1 ]  |
| 2005年（平成17年） | 4,766         | [ 西宮市 1 ]  |
| 2006年（平成18年） | 4,875         | [ 西宮市 1 ]  |
| 2007年（平成19年） | 4,836         | [ 西宮市 1 ]  |
| 2008年（平成20年） | 4,916         | [ 西宮市 1 ]  |
| 2009年（平成21年） | 5,000         | [ 西宮市 2 ]  |
| 2010年（平成22年） | 4,975         | [ 西宮市 3 ]  |
| 2011年（平成23年） | 4,972         | [ 西宮市 4 ]  |
| 2012年（平成24年） | 5,073         | [ 西宮市 5 ]  |
| 2013年（平成25年） | 5,144         | [ 西宮市 5 ]  |
| 2014年（平成26年） | 5,181         | [ 西宮市 5 ]  |
| 2015年（平成27年） | 5,259         | [ 西宮市 5 ]  |
| 2016年（平成28年） | 5,352         | [ 西宮市 6 ]  |
| 2017年（平成29年） | 5,258         | [ 西宮市 7 ]  |
| 2018年（平成30年） | 5,360         | [ 西宮市 8 ]  |
| 2019年（令和元年） | 5,471         | [ 西宮市 9 ]  |
| 2020年（令和02年） | 4,233         | [ 西宮市 10 ] |
| 2021年（令和03年） | 4,431         | [ 西宮市 11 ] |
| 2022年（令和04年） | 4,799         | [ 西宮市 12 ] |

## 駅周辺

### 西宮市側
- 兵庫医科大学
  - 兵庫医科大学病院
- 西宮すなご医療福祉センター
- 岡太神社
- 西宮小松郵便局

### 尼崎市側
- 田中病院
- 明照山円徳寺
- 楠霊神社
- 素盞嗚神社
- 武庫川郵便局
- 尼崎大庄郵便局

## バス路線
尼崎市側駅舎の南側200mほど離れた国道43号高架下に武庫川停留所があり、阪神バス（尼崎市内線）が発着する。かつては、西宮市側の駅前にもバスが発着していた。
- 30番：阪急塚口
- 47番：武庫営業所/阪急武庫之荘（南）

- 47-2番：武庫営業所
- 50-4番：JR尼崎（南）
- 90番：尼崎テクノランド前（朝1便のみ運行）

## 隣の駅
阪神電気鉄道
本線
■直通特急・■特急・■区間特急・■快速急行（平日朝ラッシュ時）
通過
■快速急行（平日日中以降・土休日）・■急行
尼崎駅 (HS 09) - 武庫川駅 (HS 12) - 甲子園駅 (HS 14)
■区間急行
尼崎駅 (HS 09) - 武庫川駅 (HS 12) - 鳴尾・武庫川女子大前駅 (HS 13)
■普通
尼崎センタープール前駅 (HS 11) - 武庫川駅 (HS 12) - （武庫川信号場） - 鳴尾・武庫川女子大前駅 (HS 13)
武庫川線
武庫川駅 (HS 12) - 東鳴尾駅 (HS 53)

### かつて存在した路線
阪神電気鉄道
武庫川線（廃止区間）
武庫大橋駅 - 小松駅 - 武庫川駅 （- 東鳴尾駅）

### 記事本文